# میزان الحکم
میزان الحکم فی الاحتیال لمعرفة مقداری الذّهب و الفِضَّه فی جسم مرکّب منهما،‌ نام رسالهٔ کوچکی است از عمر خیام که شرحی است بر اصل هیدرواستاتیک ارشمیدس. طبق این اصل، یک جسم غوطه‌ور در مایع معادل وزن مایعی که به واسطه آن جسم جابه‌جا شده‌است، وزن از دست می‌دهد.
خیام در رسالهٔ یاد شده چنین می‌گوید:
اگر بخواهی بدانی که چه‌قدر طلا و نقره در جسمی مرکّب از این دو عنصر هست، باید قدری طلای خالص را گرفته و آن را در هوا وزن کنی و همین‌طور نقره خالص را برداشته و آن را در هوا وزن کنی. آنگاه کفّه ترازوی متساوی و متشابه را با عمودی به شکل استوانه، مشروط بر آن‌که متشابه الاجزاء باشد، برداشته و طلا را در یکی از آن دو کفّه در آب می‌گذاری و در کفه دیگر وزنه‌ای برابر این کفّه قرار می‌دهی... و چون وزن طلا را در آب معلوم کردی، آن را با وزنی که در هوا داشته در معرض سنجش می‌آوری و نسبت وزن هوایی به وزن آبی معلوم می‌داری و سپس قطعه‌ای نقره خالص را برداشته و بعد از آن‌که وزن آن را در هوا و آب معلوم کردی، نسبت وزن هوایی آن به وزن آبی به‌دست می‌آوری. هرگاه این نسبت مثل وزن طلای هوایی به وزن آبی آن شد، جسم مرکب- بی شبهه- از طلای خالص است... و هرگاه آن نسبت مثل نسبت نقره گردید با جسم مرکب تمامی نقره است... و هرگاه نسبت به هیچ‌کدام مطابقت نکرد، در این موقع معلوم می‌شود جسم از طلا و نقره مرکب باشد...
بقیهٔ این رسالهٔ کوتاه به بحثی تفضیلی دربارهٔ طرز کار ترازو و مبانی ریاضی و تقسیمات آن اختصاص دارد.
در برخی از نسخه‌های خطی با نام رساله سیم و زر نیز ذکر شده است.